# Dobieszewo (Łobez)
Dobieszewo (deutsch Dübzow, früher Dübsow) ist ein Dorf in der polnischen Woiwodschaft Westpommern. Es gehört zur Gmina Łobez (Stadt- und Landgemeinde Labes) im  Powiat Łobeski (Labser  Kreis).

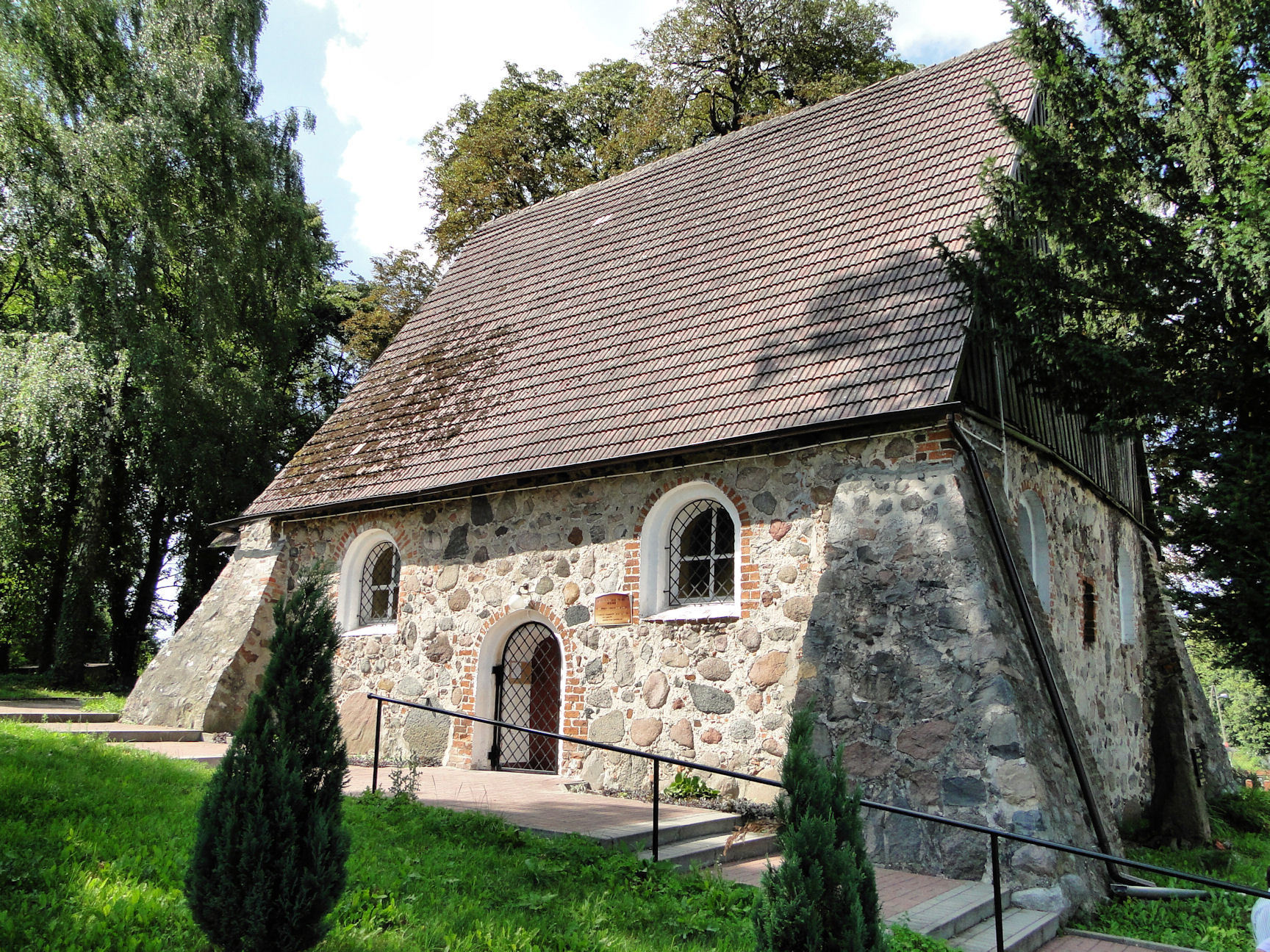
Turmlose Findlingskirche, erbaut im 16. Jahrhundert (Aufnahme 2010), bis 1945 Gotteshaus der evangelischen Gemeinde Dübzow

## Geographische Lage
Das Dorf liegt in Hinterpommern, etwa 20 Kilometer südsüdöstlich der Stadt Resko (Regenwalde), sechs Kilometer südwestlich der Stadt Łobez (Labes) und fünf Kilometer südlich des Dorfs Strzmiele (Stramehl).

## Geschichte
Das 1348 Dubbesow genannte Gut war ehemals ein altes pommersches Lehen der in Hinterpommern alteingeborenen Familie Borcke. Nachdem es zwischenzeitlich an andere Familien gekommen war, wurde es bei einer öffentlichen Versteigerung vom 27. Juli 1781 für das Höchstgebot dem Major Stephan Benedict von Bork zuerkannt, der es 1794 wieder verkaufte.  Am 10. Mai 1832 befand sich Dübzow im Besitz der Familie Pretzell, 1859 besaß es Eugen Pretzell und auch noch 1884 und 1896 die Familie Pretzell.
Am 1. April 1927 betrug die Flächengröße des Guts Dübzow 495 Hektar, und am 16. Juni 1925 hatte der Gutsbezirk 186 Einwohner.
Am Anfang der 1930er Jahre hatte die Gemarkung der Landgemeinde Dübzow eine Flächengröße von 6,9 km², und im Gemeindegebiet, in dem Dübzow die einzige Wohnstätte war, standen insgesamt 24 bewohnte Wohnhäuser.
Im Jahr 1945 gehörte Dübzow zum Kreis Regenwalde im Regierungsbezirk Köslin der preußischen Provinz Pommern des Deutschen Reichs. Dübzow war dem Amtsbezirk Stramehl zugeordnet.
Gegen Ende des Zweiten Weltkriegs wurde die Region im Frühjahr 1945 von der Roten Armee besetzt. Nach Beendigung der Kampfhandlungen wurde Dübzow zusammen mit ganz Hinterpommern seitens der sowjetischen Besatzungsmacht der Volksrepublik Polen zur Verwaltung überlassen. Danach begann die Zuwanderung von Polen. Dübzow wurde unter der Ortsbezeichnung ‚Dobieszewo‘ verwaltet. In der Folgezeit wurde die einheimische Bevölkerung von der polnischen Administration aus Dübzow und dem Kreisgebiet vertrieben.

### Demographie
| Jahr | Einwohner | Anmerkungen |
| ---- | --------- | --- |
| 1782 | –         | großes adliges Gut mit einer Schäferei, einem kleineren Vorwerk, einer Kirche und 14 Feuerstellen (Haushaltungen) |
| 1818 | 135       | Dorf, adlige Besitzung                                                                                            |
| 1825 | 135       | Dorf |
| 1852 | 188       | Dorf |
| 1864 | 199       | am 3. Dezember, im Guts- und Gemeindebezirk zusammen                                                              |
| 1867 | 221       | am 3. Dezember, davon 72 im Dorf und 149 im Gutsbezirk                                                            |
| 1871 | 216       | am 1. Dezember, davon 72 im Dorf (sämtlich Evangelische) und 144 im Gutsbezirk (143 Evangelische, ein Katholik)   |
| 1910 | 203       | am 1. Dezember, davon 45 im Dorf und 158 im Gutsbezirk                                                            |
| 1925 | 216       | darunter 215 Evangelische und ein Katholik                                                                        |
| 1933 | 223       | [ 13 ] |
| 1939 | 219       | [ 13 ] |